# Pachycerina flaviventris
Pachycerina flaviventris är en tvåvingeart som beskrevs av Malloch 1929. Pachycerina flaviventris ingår i släktet Pachycerina och familjen lövflugor. Inga underarter finns listade i Catalogue of Life.